# Algemene verkiezingen in Liberia (1895)

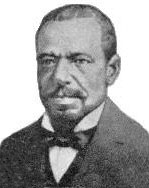
President Joseph James Cheeseman.

De algemene verkiezingen in Liberia van 1895 werden in mei van dat jaar gehouden en gewonnen door zittend president Joseph James Cheeseman van de True Whig Party. Zijn tegenstander was net als in 1891 en in 1893 Anthony D. Williams, Jr. van de New Republican Party. Na zijn verkiezing werd Cheeseman geïnaugureerd voor een derde termijn. Data, zoals opkomstcijfers en het aantal uitgebrachte stemmen ontbreken.
Op 12 november 1896 overleed president Cheeseman; het resterende deel van zijn termijn werd volgemaakt door William David Coleman (zijn vicepresident) die hem opvolgde als staatshoofd.

## Bron
- (en)  African Elections Database: 1895 Liberia Presidential Election
- (en)  Carl Patrick Burrowes: Power and Press Freedom in Liberia, 1830-1970, Africa World Press, New Jersey 2004